# يوكي هاماغوتشي
يوكي هاماغوتشي (باليابانية: 浜口 友希) (30 نوفمبر 1982 في شيزوكا في اليابان – )؛ هو لاعب كرة قدم سابق كان يلعب كمهاجم.